# Kerswells

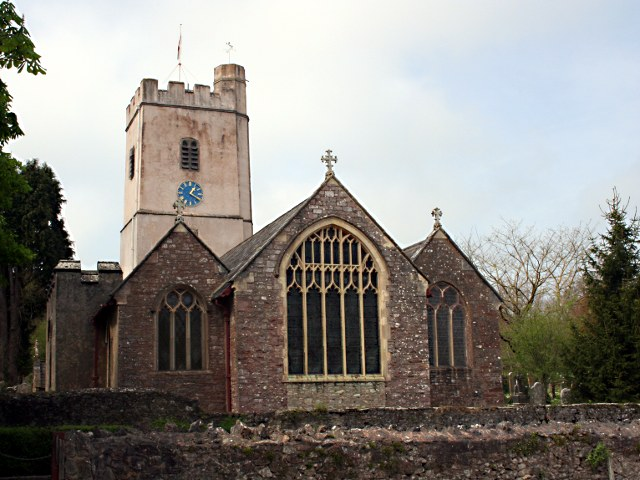
Kingskerswell

Kerswells var en civil parish från 1935 till 1984 då den blev en del av Abbotskerswell och Kingskerswell, i grevskapet Devon, i England. Civil parish var belägen 10 km från Totnes och hade 5 127 invånare år 1971.